# Goniothalamus amuyon
Goniothalamus amuyon este o specie de plante din genul Goniothalamus, familia Annonaceae. A fost descrisă pentru prima dată de Francisco Manuel Blanco, și a primit numele actual de la Elmer Drew Merrill. Conține o singură subspecie: G. a. ramosii.